# Массовое убийство в Антверпене
Ханс ван Темсе (род. 7 февраля 1988) — Бельгийский серийный насильник, студент, националист  и педофил, а также сторонник националистической партии «Фламандский интерес». В период с 11 мая 2006 по 2007 годы совершивший преступления против 2-х иностранок и бельгийской девочки в Антверпене. 28 декабря 2007 года приговорён к пожизненному лишению свободы.

## Убийца
Ханс ван Те́мсе (иногда фамилию неправильно пишут как ван Темше), нидерл. Hans Van Themsche (р. 7 февраля 1988) — ультраправый бельгийский активист, студент-агроном, внук бельгийского нациста, добровольцем сражавшегося против СССР в составе Ваффен-СС на стороне Третьего рейха. Сторонник националистической партии «Фламандский интерес» (нидерл. Vlaams Belang); его родная тётя Фрида ван Темсе была на тот момент депутатом от этой партии. Партия отличалась антимигрантской риторикой, один из её идеологов и публицистов незадолго до инцидента призывал фламандцев «избавиться от арабов» в памфлете под названием «Дайте нам оружие».
В 2006 году Ханс ван Темсе из националистических побуждений совершил убийство троих человек, которое потрясло всю Бельгию: он серьёзно ранил турчанку, сидевшую на скамейке и читавшую книгу, а через несколько минут после этого убил беременную малийку-няню Улемату Ниангаду (Oulemata Niangadou) вместе с 2-летней бельгийской девочкой Луной Драуарт (или Дроварт, нидерл. Luna Drowart). По поводу убийства девочки он заявил: «Просто она оказалась в неподходящем месте в неподходящее время». Темсе не собирался остановиться на этих убийствах, но был перехвачен полицейским и, при отказе бросить оружие, ранен.
Убийство вызвало широкое массовое возмущение в Бельгии.

## Приговор
11 октября 2007 года Темсе был приговорён к пожизненному заключению судом присяжных. Совет присяжных единогласно признал его виновным по всем предъявленным обвинением пунктам, и подтвердил расистский мотив преступления. Тем не менее, по бельгийскому законодательству термин «пожизненное заключение» фактически означает 30-летнее заключение.

## Политические и социальные последствия
После убийства Темсе в ускоренном порядке был принят новый закон о продаже оружия, который значительно ограничил и усложнил процедуру продажи оружия. Также с 15 июля 2007 года в Антверпене начал действовать запрет на демонстрацию оружия в витринах магазинов.
Расистское убийство вызвало волну возмущения в бельгийском обществе. Желающие продемонстрировать неприятие расизма жители Антверпена (а несколько позднее — и других городов) начали кампанию «Улица без ненависти» (Zonder haat straat).
То, что Темсе принадлежал к партии «Фламандский интерес», существенно ударило по репутации партии, которой пришлось осудить и выступить с извинениями перед родственниками погибших. Родители погибшей девочки отвергли извинения и, более того, выступили с требованием убрать с одного из агитационных плакатов партии изображение светловолосой девочки, поскольку «Она слишком напоминает нам нашу дочь, между тем как убийца вышел как раз из этой партии». Партийное руководство удовлетворило данное требование, и плакат с улиц исчез.